# 中國工商銀行（泰國）
中國工商銀行（泰國）股份有限公司，简称工銀泰國，是泰國的一家银行，前身為ACL銀行，現为工商银行集团成员。工銀泰國在泰國有21家分行，38台櫃員機，并被中國人民銀行指定爲泰國唯一人民幣清算行。

## 業務概況
工銀泰國有個人金融業務，企業金融業務，以及人民幣清算業務。總部設在曼谷，并在清邁，普吉，芭提雅，孔敬，合艾，乌汶府，乌隆府，呵叻，是拉差，羅勇，龙仔厝府，万伦設有分行。並有兩家附屬公司——工銀泰國租賃，工銀泰國保險經紀。有發行銀聯借記卡，銀聯信用卡和visa信用卡。也是首家在泰國提供支付寶和微信支付清算業務的銀行。

## 历史

### 早期歷史
ACL银行成立于1969年，1978年在泰国证券交易所上市，2005年取得综合银行牌照。从2004年起，ACL银行的两大股东分别是泰国财政部和盘谷银行。到2007年，泰国的监管规定已不允许泰国的商业银行持有另外一家泰国商业银行超过10%的股份，因此盘谷银行需要要在2007年年底前处置所持ACL银行的股份。同时泰国财政部也开始考虑退出ACL银行，以变现投入的财政资金。

### 獲工銀收購
2008年8月生效的泰國《金融机构业务法》仍然规定外资持股比例上限为25%，但泰國銀行已经可以单独豁免至49%，而在特定情况下泰国财政部和央行可共同豁免超过49%的持股比例。中國工商銀行抓住这一时机，于2009年年初進行谈判，并且积极接触泰国政府高层以获得支持。
最后，工行获得了泰国政府的豁免，可對ACL银行全部股东发起要约收购。
2009年9月29日，中国工商银行与泰国盘谷银行签订股权买卖协议，购买该行持有的ACL银行19.26%的股份。
2010年3月9日 工商银行对ACL银行所有股东发出自愿收购要约，4月16日要约结束,共获得原ACL股东出售的该银行约97.24%的已发行股份。4月21日，工商银行与ACL银行售股股东完成股份与资金交割，正式控股ACL银行。随后改名中國工商銀行（泰國）。

### 近期發展
2015年1月6日，中国人民银行授权工银泰国担任曼谷人民币业务清算行。并在4月22日，正式启动泰国人民币清算服务。